# ヌープ硬度
ヌープ硬度 (ヌープこうど、Knoop hardness) は、工業材料の硬さを表す尺度の一つであり、押込み硬さの一種である。長いひし形をした四角錐のダイヤモンド剛体（圧子）を使った測定法で、検査石に荷重を加えて、そのときにできるひし形のくぼみ（圧痕）の深さで硬度を測定する。 1939年にアメリカのフレデリック・ヌープ（Frederick Knoop）が考案した尺度である。
モース硬度に比べると、数値の増加と硬さの増加とが、より連続的に対応するため、硬度の定量的指標として用いられる。
圧痕表面積で試験荷重を割って算出される。
{\displaystyle HK={P \over {C_{p}L^{2}}}}
項目:
L2 = 圧痕表面積（単位mm2）
Cp = 補正係数 0.070279
P = 荷重（単位kgf）

## 例

モース硬度とヌープ硬度の比較

| 材質             | 硬度 |
| ---------------- | ---- |
| 金               | 69   |
| 石英             | 820  |
| 炭化ケイ素       | 2480 |
| 高圧相窒化ホウ素 | 4700 |
| ダイヤモンド     | 8000 |